# Подусільна
Подусільна́ — село в Україні, у Львівському районі Львівської області. Населення становить 316 осіб.

## Населення

### Мова
Розподіл населення за рідною мовою за даними перепису 2001 року:
| Мова       | Кількість | Відсоток |
| ---------- | --------- | -------- |
| українська | 316       | 100%     |

## Історія
У податковому реєстрі 1515 року в селі документується 3 лани (близько 75 га) оброблюваної землі.
В середині XVII ст селом володів орден єзуїтів.
22 лютого 1944 року біля цього села на хуторі Псари українські повстанці знищили польських поліцейських та чотирьох німців.
14 жовтня 2013 року в селі освятили пам'ятник борцям за волю України.

## Уродженці
- Івахів Василь — перший командир УПА на Волині.
- Гривнак Олекса Миколайович («Демко», «Дем'ян», «Чубатий»; народився в 1922, с. Подусільна Перемишлянського р-ну Львівської обл. — загинув 28.12.1950, біля с. Прибинь Перемишлянського р-ну Львівської обл.). Організаційний референт (?-11.1946), а відтак керівник (11.1946-09.1947) Перемишлянського надрайонного проводу ОУН, керівник Перемишлянського районного проводу ОУН (10.1947-12.1950). Загинув у криївці.https://litopysupa.com/wp-content/uploads/2019/01/NS_Tom_27_Borotba_proty_povstanskoho_rukhu_i_natsionalistychnoho_pidpillia_protokol_y_dopyt.pdf
- Кулеба Михайло Федорович («Степовик»; 1923 р.н, с. Подусільна Перемишлянського р-ну Львівської обл. — 31.01.1951, у лісі біля с. Стратин Рогатинського р-ну Івано-Франківської обл.). Керівник Рогатинського районного проводу ОУН (?-01.1951). Загинув у криївці[6].